# Jessentuki
Jessentuki, auch Essentuki (russisch Ессентуки́), ist eine Stadt in Russland in der Region Stawropol am Fuß des Kaukasus. Die Einwohnerzahl beträgt 100.996 (Stand 14. Oktober 2010).

## Lage
Jessentuki liegt westlich von Pjatigorsk am Bolschoi Jessentukjok unweit von dessen Mündung in den Podkumok, an der Bahnlinie, die Mineralnyje Wody mit Kislowodsk verbindet.

## Geschichte

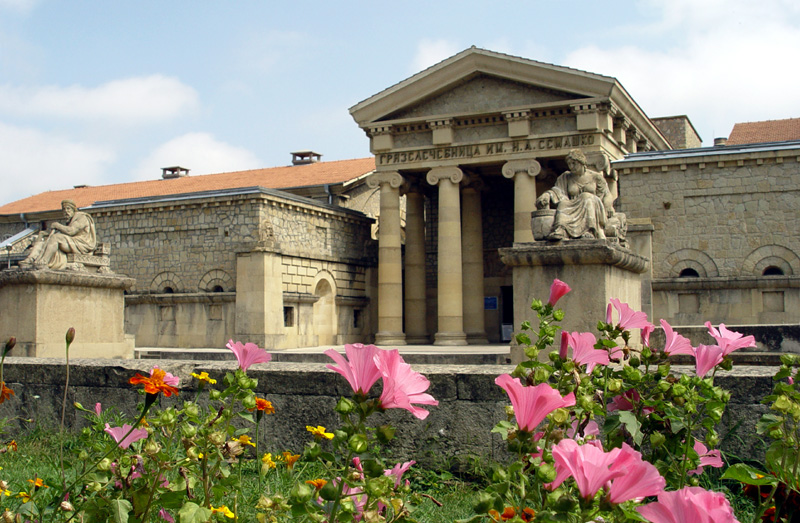
Eines der Schlammbadehäuser in Jessentuki

1798 errichtete das Russische Reich in Jessentuki einen Militärposten. Nachdem 1803 das weiter südlich gelegene Kislowodsk gegründet worden war, blieb Jessentuki zunächst Kosakensiedlung. Friedrich Haass untersuchte im Jahre 1810 das Mineralwasser des Ortes und läutete damit den Aufstieg Jessentukis zum Kurort ein. 1839 entstand eine erste Badeanlage im mittlerweile rund 3,5 km weiter nach Nordosten verlegten Ort. Der Vizeregent im Kaukasus, Michail Woronzow, ordnete den Ausbau von Jessentuki an und ab Ende der 1840er Jahre begann die Abfüllung und der Versand des Mineralwassers nach ganz Russland. 1883 wurden hier 5.000 Kurgäste gezählt, 1900 13.000 und 1913 38.600. Zu den Gästen gehörten u. a. Korolenko, Kuprin, Gorki, Balmont, Tanejew, Sergei Rachmaninow, Sergei Prokofjew, Fjodor Schaljapin, Wera Komissarschewskaja und Konstantin Stanislawski.
1917 erhielt Jessentuki Stadtrecht, doch drohten die Anlagen durch die Wirren des Bürgerkrieges zu verfallen. 1920 begann man mit der Reorganisation, 1922 eröffnete eine Klinik, 1925 kamen sechs Sanatorien für insgesamt 13.000 Patienten hinzu. Im Zweiten Weltkrieg war die Stadt vom 10. August 1942 bis 11. Januar 1943 von den Deutschen besetzt. Nach dem Krieg wurden die Einrichtungen weiter ausgebaut, so dass heute Behandlungsmöglichkeiten für über 200.000 Patienten bereitstehen. Die Bevölkerungszahl wuchs von 7.000 im Jahr 1926 über 48.000 im Jahr 1959 heute über 100.000.

### Bevölkerungsentwicklung
| Jahr | Einwohner |
| ---- | --------- |
| 1926 | 7.000     |
| 1939 | 16.365    |
| 1959 | 48.101    |
| 1970 | 64.928    |
| 1979 | 77.686    |
| 1989 | 85.082    |
| 2002 | 81.758    |
| 2010 | 100.996   |
| 2017 | 107.104   |

Anmerkung: Volkszählungsdaten (1926 gerundet)

## Mineralquellen
Von den zahlreichen Quellen sind etwa 20 medizinisch bedeutsam. Zu nennen sind Thermalquellen mit einer Temperatur von 35–46 °C sowie natrium-, kalzium-, magnesium- und schwefelhaltige Quellen. Für medizinische Anwendungen wird auch der Schlamm des Tambukan-Sees, 8 km südöstlich von Pjatigorsk, verwendet.
Zusammen mit Pjatigorsk, Kislowodsk und Schelesnowodsk gehört Jessentuki zu den vier nordkaukasischen Mineralwasser-Kurorten (auch als Kawminwody („Kaukasische Mineralwässer“) bekannt; nicht dazu gehört jedoch – trotz des Namens – Mineralnyje Wody, wo es gar keine Mineralwasserquellen gibt).

## Wirtschaft
In der Stadt dominiert die nahrungsmittelverarbeitende Industrie (insbesondere eine Konservenfabrik, eine Fabrik für Milchprodukte, eine Brauerei und eine fleischverarbeitende Fabrik), sowie die Bekleidungsindustrie.

## Sehenswürdigkeiten

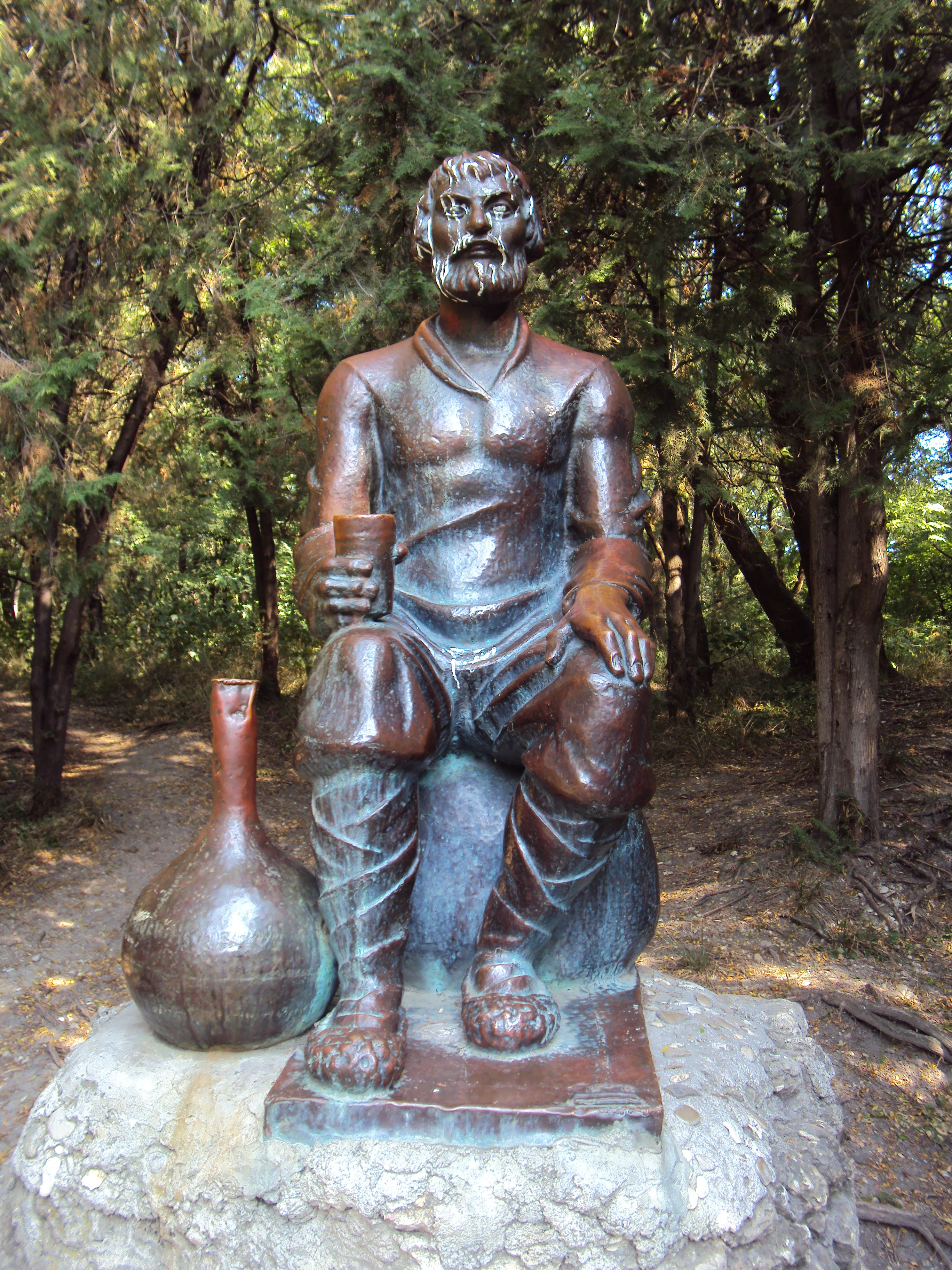
Muschitschok (L. K. Szodki), Kurpark

Das älteste erhaltene Gebäude der Stadt ist die St.-Nikolaus-Kirche aus den 1820er Jahren, die vermutlich von den Bernardazzis erbaut wurde. Aus dem Jahre 1849 stammt der als Kurpark angelegte Kurortny- oder Glawny-Park, um den herum sich ein Großteil der Sanatorien befindet. Nördlich davon zum Bahnhof hin erstreckt sich ein zu Beginn des 20. Jahrhunderts angelegtes Viertel mit für die damalige Zeit typischen Villen. Das moderne Jessentuki mit den Industrieanlagen befindet sich in Nowyje Jessentuki.

## Söhne und Töchter der Stadt
- Kira Golowko (1919–2017), Theater- und Filmschauspielerin
- Walentina Koslowskaja (* 1938), Schachspielerin
- Alexander Iljin (1952–2019), sowjetisch-russischer Materialwissenschaftler und Hochschullehrer
- Valerios Leonidis (* 1966), griechischer Gewichtheber
- Ewklid Kjurdsidis (* 1968), Schauspieler
- Wassilissa Berschanskaja (* 1993), Opernsängerin (Mezzosopran)